# Kapulukaya-Talsperre
Die Kapulukaya-Talsperre (türkisch Kapulukaya Barajı) befindet sich in Zentralanatolien 15 km südlich der Provinzhauptstadt Kırıkkale am Fluss Kızılırmak.
Die in der türkischen Provinz Kırıkkale gelegene Talsperre wurde 1979–1989 im Auftrag der staatlichen Wasserbehörde DSİ zum Zwecke der Energieerzeugung und Trinkwasserversorgung errichtet.
Der Erdschüttdamm hat eine Höhe von 44 m und besitzt ein Volumen von 1,56 Mio. m³.
Der zugehörige Stausee besitzt eine Wasserfläche von 20,6 km² und ein Speichervolumen von 285 Mio. m³.
Das Wasserkraftwerk der Kapulukaya-Talsperre verfügt über eine installierte Leistung von 54 Megawatt. Das Regelarbeitsvermögen liegt bei jährlich 160 GWh.
Oberhalb des Stausees befindet sich die Kesikköprü-Talsperre.
Durch die Talsperre wurde das Dorf Karaahmetli überflutet. Im Jahr 2007 waren Dorf und Dorfschule zeitweilig wieder zu sehen, da wegen Arbeiten an einer seldschukischen Brücke der Wasserspiegel gesenkt wurde.